# Dolina Dolnej Soły
Dolina Dolnej Soły este o arie protejată (arie de protecție specială avifaunistică — SPA) din Polonia întinsă pe o suprafață de 4.023,55 ha, integral pe uscat.

## Localizare
Centrul sitului Dolina Dolnej Soły este situat la coordonatele 49°57′10″N 19°11′54″E / 49.9528°N 19.1983°E.

## Înființare
Situl Dolina Dolnej Soły a fost declarat arie de protecție specială avifaunistică în noiembrie 2008 pentru a proteja 20 de specii de animale.

## Biodiversitate
Situată în ecoregiunea continentală, aria protejată nu include niciun habitat protejat.
La baza desemnării sitului se află mai multe specii protejate de  păsări (20): pescăruș albastru (Alcedo atthis), rață cârâitoare (Anas querquedula), rață pestriță (Anas strepera), gâscă cenușie (Anser anser), rață-cu-cap-castaniu (Aythya ferina), rața moțată (Aythya fuligula), buhai de baltă (Botaurus stellaris),  prundaș gulerat mic (Charadrius dubius), chirighiță-cu-obraz-alb (Chlidonias hybridus), chirighiță neagră (Chlidonias niger), găinușă de baltă (Gallinula chloropus), stârc pitic (Ixobrychus minutus), pescăruș râzător (Larus ridibundus), stârc de noapte (Nycticorax nycticorax), corcodel mare (Podiceps cristatus), corcodel-cu-gât-roșu (Podiceps grisegena), corcodel-cu-gât-negru (Podiceps nigricollis), chiră de baltă (Sterna hirundo), corcodel mic (Tachybaptus ruficollis), fluierarul cu picioare roșii (Tringa totanus).